# Carlo Agostoni
Carlo Agostoni, född 23 mars 1909 i Milano, död 25 juni 1972 i Mexico City, var en italiensk fäktare.
Agostoni blev olympisk guldmedaljör i värja vid sommarspelen 1928 i Amsterdam.